# Andrea Glass
Andrea Glass (* 17. Juli 1976 in Darmstadt) ist eine ehemalige deutsche Tennisspielerin.

## Karriere
Andrea Glass war schon als Jugendliche eine erfolgreiche Tennisspielerin. 1997 wurde sie Deutsche Meisterin im Einzel und mit ihrer Partnerin Barbara Rittner auch im Doppel. Ihr erfolgreichstes Grand-Slam-Turnier waren die Australian Open 1999, als sie in der Runde der letzten 32 Anna Kurnikowa in drei Sätzen unterlag. Im Anschluss an dieses Turnier erreichte sie mit Platz 53 ihre beste Position in der Weltrangliste. Zu ihren größten Erfolgen im Einzel zählt der Dreisatzsieg über Arantxa Sánchez Vicario in der zweiten Runde von Hilton Head 1998. Sánchez Vicario war zu diesem Zeitpunkt die Nummer 5 der Weltrangliste. In diesem Turnier scheiterte Glass erst im Viertelfinale gegen die spätere Turniersiegerin Amanda Coetzer.
Im Doppel konnte sie vier Mal bei Turnieren auf der WTA Tour das Halbfinale erreichen.
Von 1998 bis 2001 spielte Andrea Glass für Deutschland im Fed Cup. Ihre persönliche Bilanz steht bei 3:6 Siegen im Einzel und 0:3 im Doppel. Ihr größtes Erfolgserlebnis im Fed Cup war das Aufstiegsspiel gegen Japan 1999 in Hamburg. Sie gewann beide Einzel und Deutschland war wieder erstklassig. 1998 besiegte sie im Match gegen Spanien die Top-Ten-Spielerin Conchita Martínez in drei Sätzen.
Ihr letztes Profimatch bestritt sie 2003 im Doppelwettbewerb der Australian Open. Ständige Verletzungen und das Pfeiffersche Drüsenfieber zwangen sie zum Rücktritt vom Profisport.

## Privates
Andrea Glass ist mit dem ehemaligen argentinischen Tennisprofi und jetzigen Trainer Sebastian Weisz verheiratet. Sie betreibt eine Tennisschule in Neu-Isenburg.